# Куриатные комиции
Куриатные комиции — древнеримские собрания патрициев 30 курий, восходящие к родовому строю.
До реформы Сервия Туллия куриатные комиции были в Риме единственным видом комиций и состояли, очевидно, лишь из патрициев. Вопрос, состояли ли плебеи в куриатных комициях во времена Республики, в науке дискуссионен. Одни авторы (например, Эрнст Херцог) считали, что и во времена Республики куриатные комиции включали только патрициев. Другие (например, Вильгельм Зольтау), отстаивали точку зрения, что плебеи были включены в их состав ещё во времена царского Рима. Однако для царского периода присутствие плебеев в куриатных комициях довольно сомнительно. Так, И. Л. Маяк делала вывод, что плебеи стали принимать участие в этом виде комиций не ранее IV века до н. э. Местом их проведения был Comitium на Форуме.
Главные функции куриатных комиций состояли в следующем:
- Вынесение Lex curiata de imperio (куриатного закона об империи) — этот закон был необходим для того, чтобы вручить ординарному или экстраординарному магистрату высшую власть — империй.
- Утверждение отдельных частных актов — усыновлений и завещаний, то есть куриатные комиции ведали вопросами семейного права.

С течением времени и политическая роль куриатных комиций, и, соответственно, их популярность, снижались. К концу Республики наделение магистратов империем осталось фактически единственной функцией этих собраний, и на них собиралось лишь 30 ликторов, символизировавших 30 курий. Тем не менее, с формальной точки зрения, куриатные комиции вплоть до своего исчезновения при Империи оставались сосредоточием высшей власти, так как именно они вручали магистратам империй.